# ラチェット
ラチェット（ratchet）とは機械工学で用いられる機構の名称である。それを利用した工具のひとつに「ラチェットレンチ」がある。

## 概要

図1　ラチェット機構。歯止め（爪）（a）と歯車（b）

ラチェットは、動作方向を一方に制限するために用いられる機構である。極めて広範に用いられ例えば自転車、回り木戸、レンチ（一定面内での回転が容易になる）、巻取機（ワインダ）、ジャッキなど、また2000年頃より作業用安全帽のヘッドバンドにも使用されはじめている。
一般に、ラチェットは歯車と歯止め（爪）を組み合わせてラックに取り付ける。ラチェット用の歯車は通常の歯車と異なり、歯を傾けてある。この傾きがラチェットに方向性をもたらしている。
爪は薄いが頑丈な突起物であり、歯車にもたれ掛かるように配置される。歯車が適する方向（図1では反時計方向）に回転する時は爪は容易に歯を乗り越えてまた元の位置に落ち着くが、時計方向に回そうとすると爪が歯に食い込むので回転させることができない。
歯車を適当な型の中に入れると、爪なしでも片方向にしか回りづらい構造を作ることができる。無理に逆方向に回転させると歯車または型が破損する。

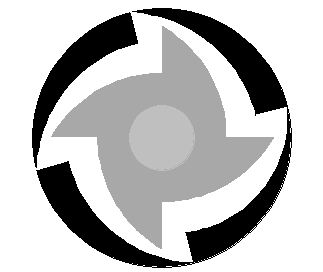
図2　理論的なラチェットの構造

図2では内側の歯車と外側の型は固めのゴムでできている。歯車を時計方向に回す場合は外側の突起は容易に変形して歯車の歯を通し、その後元の形に戻る。そのため比較的小さな力で回転させることができる。ところが反時計方向に回すには強引なやりかたで大きく変形させないと歯が通らない。このようにして方向性が実現する。

## ラチェット効果
経済学等で用いられる用語。指標Aが上昇・増加するのに伴い、上昇・増加していた指標Bに関して、指標Aが下降・減少に転じても、それに伴う下降・減少と容易にならない状況、即ち、下方硬直性を有する状況を言う。家計における、収入に対する消費の性向に典型的に見られる。